# Adrien Pressemane
Adrien Pressemane, né le 31 janvier 1879 à Limoges (Haute-Vienne), où il est mort le 26 janvier 1929, est un homme politique et journaliste français.

## Biographie
Peintre céramiste à Saint-Léonard-de-Noblat de profession, Adrien Pressemane adhère en 1897 au Parti ouvrier français[réf. souhaitée], puis au Parti socialiste de France à sa création en 1902. Il collabore au journal L'Avenir puis au Populaire du Centre. Conseiller d'arrondissement en 1907, il est élu conseiller général du canton de Saint-Léonard-de-Noblat en 1909 et maire de Saint-Léonard-de-Noblat en 1919. Il restera conseiller général et maire jusqu'en 1928 et 1929, respectivement. Il est député SFIO de la Haute-Vienne de 1914 à 1924.

## Hommage
Léon Blum arrive à Saint-Léonard en 1937 pour inaugurer un monument dédié à Adrien Pressemane. Le buste est sculpté par Karl-Jean Longuet, arrière-petit-fils de Karl Marx. Admiratif, Léon Blum, qui n'a jamais rencontré Adrien Pressemane, parle de lui avec force, évoque l'émotion ressentie par tous à la nouvelle de sa mort en 1929. Il salue celui « dont l'action tenait à la puissance lyrique, à la force de son enthousiasme et de son abnégation ».
Quatre ans plus tard, en 1941, la loi imposée par le régime de Vichy sur la récupération des métaux non ferreux oblige la ville de Saint-Léonard à déboulonner les bustes de Pressemane et d'un natif de la ville, Gay-Lussac, pour les envoyer à la refonte. L'ordre est exécuté en 1943. Lorsqu'il apprend la nouvelle, Karl-Jean Longuet sculpte, en 1947, un second buste semblable au premier.